# Islandiana mimbres
Islandiana mimbres är en spindelart som beskrevs av Ivie 1965. Islandiana mimbres ingår i släktet Islandiana och familjen täckvävarspindlar. Inga underarter finns listade i Catalogue of Life.